# Mare Clausum
Mare clausum (latim significando "mar fechado") é um termo legal usado no direito internacional. Refere-se a qualquer mar ou corpo de água navegável que esteja sob a jurisdição de um país, sendo "vedado" a outras nações. Mare clausum é uma excepção ao mare liberum (latim para "mar livre"), ou seja, um mar que está aberto à navegação por navios das suas respectivas nações. No princípio internacional direito do Mar geralmente aceite, oceanos, mares e águas fora da jurisdição nacional estão abertos à navegação por todos, sendo referidos como "alto-mar" ou mare liberum.
Historicamente, Portugal e Espanha defenderam uma política de "Mare clausum" nos oceanos durante a era dos descobrimentos e expansão colonial. O que viria a ser contestado por outras nações europeias. Em 1609, na obra Mare Liberum, Hugo Grotius formulou um novo princípio segundo o qual o mar era território internacional, com todas as nações livres de o utilizar. A Inglaterra, em competição cerrada com os holandeses pelo domínio do comércio mundial, opôs-se a esta ideia e procurou provar que o mar era na prática tão passível de ser apropriado quanto o território terrestre. Da controvérsia gerada entre estas duas visões, encontrou-se uma base sustentável, limitando o domínio marítimo à distância de um tiro de canhão a partir da costa. Este seria universalmente adoptado e estabelecido como o limite das três milhas marítimas da costa.

## História

### Antecedentes
De 30 A.C a 117 D.C o Império Romano veio a cercar o Mediterrâneo, controlando grande parte das suas costas. Os romanos começaram então a referir-se a este mar como o Mare Nostrum (latim para "nosso mar"). Nesses tempos, o período entre Novembro e Março era considerado o mais perigoso para a navegação, por isso era declarado mare clausum (mar fechado), embora provavelmente a navegação nunca tenha sido efectivamente proibida.
No Direito clássico o mar não era territorializado. Contudo desde a Idade Média as repúblicas marítimas como a República de Génova e a República de Veneza reclamavam o "Mare clausum" no Mediterrâneo. Também os reinos nórdicos e a Inglaterra impunham taxas de passagem, monopólios de pesca e até bloqueios a navios estrangeiros nos mares vizinhos dos seus territórios.

### O Mare Clausum dos Descobrimentos
Com o advento da Era dos Descobrimentos, entre os séculos XV e XVII, a navegação martima além de costeira tornou-se oceânica. Assim, a preocupação com as águas centrou-se nas rotas de longo curso. Os países da Península Ibérica foram pioneiros neste processo, procurando obter para si, em exclusivo, os direitos sobre as terras descobertas e a descobrir, dentro de uma política de mercantilismo.
Diante da quantidade de novas terras e do afluxo de riqueza resultante, Portugal e Castela passaram a competir abertamente. Para evitar hostilidades, recorreram à política de sigilo e à via diplomática, na qual se destacaram a assinatura do Tratado das Alcáçovas em 1479 e do Tratado de Tordesilhas em 1494.

'Mare clausum' ibéricos na Era dos Descobrimentos

Com a descoberta do caminho marítimo para a Índia e da rota de Manila este último tratado constituiu-se no formalizador do conceito de "Mare Clausum". A própria titulatura dos reis portugueses denunciava esta pretensão ao exclusivo dos mares: "Rei de Portugal e dos Algarves, d'Aquém e d'Além-Mar em África, Senhor do Comércio, da Conquista e da Navegação da Arábia, Pérsia e Índia". O papado contribuía para legitimar e reforçar essas pretensões. Como o papa Nicolau V, que pela bula Romanus Pontifex de 1455, proibira a navegação nos mares exclusivos dos portugueses sem a autorização do rei de Portugal.
João II de Portugal, Manuel I de Portugal, os Reis Católicos e Carlos I de Espanha consagrariam o princípio do "Mare Clausum" e dar-lhe-iam a sua maior amplitude e universalidade, baseados em justificações jurídicas e filosóficas, além de punições para quem ousasse usurpá-lo. As Ordenações Manuelinas e as Filipinas em Portugal são disso exemplo. Este princípio pressupunha também o domínio militar dos mares e a colonização das regiões adjacentes.
Esta política foi mal recebida por nações europeias como a França, Holanda e Inglaterra, que  reivindicaram, apoderando-se dos mares pela força, pelo corso e pirataria de rotas, produtos e colónias, por intermédio das suas Companhias majestáticas, com objectivos militares e expansionistas.

### Mare Clausum"versus"Mare Liberum
O Tratado de Tordesilhas foi um obstáculo aos desejos de expansão marítima de países como a França, Inglaterra e os Países Baixos, que o contestaram: ficou famoso o pedido de Francisco I de França para que lhe mostrassem o "Testamento de Adão" que o excluía da "partilha do mundo". Impedidos de avançar com as suas frotas, investiram no patrocínio de corsários e da pirataria que crescentemente atacaram a navegação portuguesa e espanhola, apesar de no ordenamento jurídico internacional continuar a vigorar a doutrina de Mare Clausum definida em Tordesilhas.
Em 1603 o navio mercante português "Santa Catarina" foi capturado em alto-mar, ao largo de Singapura, pelo capitão neerlandês Jacob van Heemskerk, então a serviço da Companhia Neerlandesa das Índias Orientais. O feito gerou protestos internacionais, e até mesmo nos Países Baixos. Para defender-se, os representantes da companhia procuraram o jovem e renomado jurista Hugo Grotius.
No ano seguinte, em 1604, Grotius formulou uma extensa defesa sobre os princípios do Direito natural denominada provisoriamente de "De Indis". Num dos capítulos, denominado "De Mare Liberum" ("Sobre o Mar Livre"), Grotius defendia o princípio de que o mar era um território internacional e todas as nações livres de utilizá-lo para comércio, contestando a autoridade do Papa no Direito internacional, que considerou um assunto entre Estados soberanos entre si. Ao advogar o "Mare Liberum", Grotius deu uma sustentação ideológica para que os neerlandeses quebrassem vários monopólios comerciais, utilizando a sua formidável potência naval para estabelecer depois o seu próprio monopólio.
As reações não se fizeram esperar: a posição de Grócio foi contestada pelo padre Serafim de Freitas que em 1625 publicou a obra "De Iusto Imperio Lusitanorum Asiático" ("Do Justo Império Asiático dos Portugueses") rebatendo passo a passo os argumentos do jurista neerlandês. Apesar da sua argumentação a conjuntura internacional exigia o fim da política do Mare Clausum e a liberdade dos mares como condição essencial para o desenvolvimento do comércio marítimo internacional.
A Inglaterra, em competição cerrada com os Países Baixos pelo domínio do comércio mundial, opôs-se a esta ideia e reclamou a soberania sobre as águas que rodeavam as ilhas Britânicas. Para sustentar os seus argumentos, os ingleses basearam-se nos argumentos do jurista John Selden, que reformulou o conceito de Mare Clausum. Na obra "Mare Clausum" (1635), Selden procurou provar que o mar era na prática tão passível de ser apropriado quanto o território terrestre. Por esta nova interpretação, o mar era equiparado a um território continental e, como tal, podia ser conquistado.
Na controvérsia gerada pelo conflito entre estas duas visões, os estados marítimos acabariam por moderar as suas exigências de domínio marítimo, baseando-se no princípio de que o território se estendia para o largo a partir de terra. Uma base sustentável foi encontrada em 1702 por Cornelius van Bynkershoek no seu "De dominio maris", restringindo o domínio marítimo até à distância em que um tiro de canhão seria capaz de defendê-lo. Este seria universalmente adoptado e estabelecido no limite das três milhas marítimas da costa.